# Discografia di Dennis
La discografia di Dennis, cantautore italiano, è costituita da un album in studio, un EP, diciotto singoli e quattordici video musicali, pubblicati dal 2020.

## Album in studio
| Anno | Titolo | Classifiche |
| Anno | Titolo | ITA         |
| ---- | --- | ----------- |
| 2021 | Il cielo contromano su Giove (come Deddy) - Pubblicato: 8 ottobre 2021 - Etichetta: Warner Music Italy - Formati: CD, download digitale, streaming | 3           |

## Extended play
| Anno | Titolo | Classifiche | Certificazioni | Unità          |
| Anno | Titolo | ITA         | Certificazioni | Unità          |
| ---- | --- | ----------- | -------------- | -------------- |
| 2021 | Il cielo contromano (come Deddy) - Pubblicato: 14 maggio 2021 - Etichetta: Warner Music Italy - Formati: CD, download digitale, streaming | 2           | - ITA: Platino | - ITA: 50 000+ |

## Singoli
| Anno                                                         | Titolo                                          | Classifiche | Certificazioni     | Unità           | Album di provenienza         |
| Anno                                                         | Titolo                                          | ITA         | Certificazioni     | Unità           | Album di provenienza         |
| ------------------------------------------------------------ | ----------------------------------------------- | ----------- | ------------------ | --------------- | ---------------------------- |
| 2020                                                         | Forti e fragili (come Deddy)                    | —           |                    |                 | /                            |
| 2020                                                         | Il cielo contromano (come Deddy)                | 33          | - ITA: Platino     | - ITA: 70 000+  | Il cielo contromano          |
| 2021                                                         | Parole a caso (come Deddy)                      | —           |                    |                 | Il cielo contromano          |
| 2021                                                         | Ancora in due (come Deddy)                      | —           |                    |                 | Il cielo contromano          |
| 2021                                                         | 0 passi (come Deddy)                            | 8           | - ITA: Platino (2) | - ITA: 140 000+ | Il cielo contromano          |
| 2021                                                         | La prima estate (come Deddy)                    | 41          | - ITA: Oro         | - ITA: 35 000+  | Il cielo contromano          |
| 2021                                                         | Pensa a te (come Deddy)                         | —           |                    |                 | Il cielo contromano su Giove |
| 2021                                                         | Giove (come Deddy)                              | —           |                    |                 | Il cielo contromano su Giove |
| 2021                                                         | Mentre ti spoglio (come Deddy)                  | —           |                    |                 | Il cielo contromano su Giove |
| 2022                                                         | Non mi fa dormire (come Deddy; con Caffellatte) | —           | /                  |                 |                              |
| 2022                                                         | Luci addosso (come Deddy)                       | —           | /                  |                 |                              |
| 2023                                                         | Casa gigante (come Deddy)                       | —           | /                  |                 |                              |
| 2023                                                         | Balla (come la domenica) (come Deddy)           | —           | /                  |                 |                              |
| 2023                                                         | Le regole del fuoco (come Deddy)                | —           | /                  |                 |                              |
| 2024                                                         | Un altro nome                                   | —           | /                  |                 |                              |
| 2024                                                         | Persi per niente                                | —           | /                  |                 |                              |
| 2025                                                         | Hooligans                                       | —           | /                  |                 |                              |
| 2025                                                         | Pari o dispari                                  | —           | /                  |                 |                              |
| 2025                                                         | Estate infinita                                 | —           | /                  |                 |                              |
| "—" indica una pubblicazione non classificata in quel paese. |                                                 |             |                    |                 |                              |

## Video musicali
| Anno | Titolo                   | Regista              |
| ---- | ------------------------ | -------------------- |
| 2021 | La prima estate          | Cristiano Pedrocco   |
| 2021 | Pensa a te               | Cristiano Pedrocco   |
| 2021 | Giove                    | Cristiano Pedrocco   |
| 2021 | Mentre ti spoglio        | Federico Santaiti    |
| 2022 | Non mi fa dormire        | Emanuel Lo           |
| 2022 | Luci addosso             | Emanuel Lo           |
| 2023 | Casa gigante             | Simone Scarcelli     |
| 2023 | Balla (come la domenica) | Emiliano Vaccariello |
| 2023 | Le regole del fuoco      | Simone Scarcelli     |
| 2024 | Un altro nome            | Gabriele Rosciglione |
| 2024 | Persi per niente         | Francesco C. Drazza  |
| 2025 | Hooligans                | Francesco C. Drazza  |
| 2025 | Pari o dispari           | Francesco C. Drazza  |
| 2025 | Estate infinita          | Simone Scarcelli     |